# Kansereah
Kansereah est une ville et une sous-préfecture de Guinée, rattachée à la préfecture de Kouroussa et la région de Kankan.

## Situation géographique
Kansereyah est situé à 105 kilomètres de Kouroussa centre qui compte sept districts et quatorze secteurs

## Histoire
Le village est fondé par le patriarche Fran Kanséré Condé et directement rattaché à Dafölö, capitale historique du royaume de doo.
Kansareah était le chef-lieu du canton de Sankaran composer de 162 villages entre 1945 à 1956 dirigés par Diamanaty (chef de district) Bolokada Sory Condé.

## Population
En 2021, le nombre d'habitants est estimé à 11 305, à partir d'une extrapolation officielle du recensement de 2014.

## Historique
| N° | Nom et prénoms        | Début            | Fin              |
| -- | --------------------- | ---------------- | ---------------- |
| 01 | Sékou Kourouma        | 08 juillet 2021  | 5 septembre 2021 |
| 02 | Mohamed Damaro Camara | 5 septembre 2021 | En cours         |
|    |                       |                  |                  |